# أوجين كوفي كوامي
أوجين كوفي كوامي (بالفرنسية: Eugène Koffi Kouamé)‏ (مواليد 7 فبراير 1988 في أبيدجان، ساحل العاج - الوفاة 10 يوليو 2017)، هو لاعب كرة قدم إيفواري كان يلعب كمهاجم في أندية مختلفة منها الزمالك المصري الذي لعب معه 3 مباريات، وأسيك ميموزا الإيفواري، وبولوسبور التركي.

## روابط خارجية
- أوجين كوفي كوامي على موقع اتحاد تركيا (لاعب) (الإنجليزية)
- أوجين كوفي كوامي على موقع قاعدة بيانات كرة القدم.إي يو (الإنجليزية)
- أوجين كوفي كوامي على موقع عالم كرة القدم.نت (الإنجليزية)